# Cofiñal
Cofiñal es una villa española perteneciente al municipio de Puebla de Lillo, en la provincia de León, comunidad autónoma de Castilla y León. Incluida en el Parque Regional Montaña de Riaño y Mampodre, hasta octubre de 2019 denominado Parque Regional de Picos de Europa. Está situada en la margen izquierda del río Porma.
Los terrenos de Cofiñal limitan con el puerto de Las Señales al norte, el Principado de Asturias al norte y noreste, Maraña al este, Puebla de Lillo al sur,  Redipollos al noreste e Isoba al noroeste.
Por su territorio discurre, como primera localidad, el río Porma, principal afluente del Duero. Antes ha recibido las aguas de los siguientes arroyos: Zampuerna, Los Carros, del Pinar, de Pinzón. Se nutre también del agua  abundante de la fuente cercana al puente Los Hitos, antes de la entrada al Pinar. Se denomina ya río Porma. Después de los Forfogones recibe al río Isoba.

## Historia

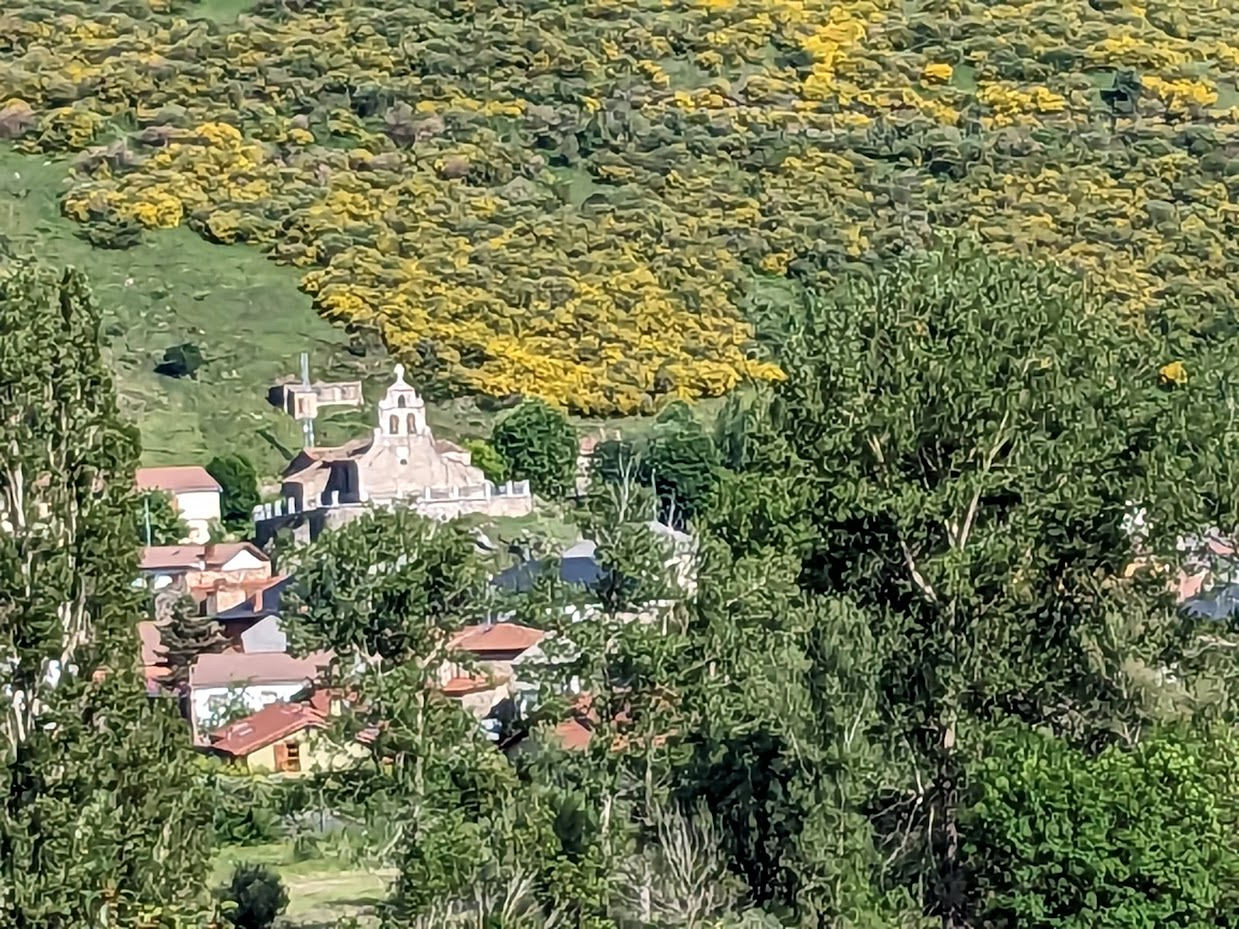
Desde el monte La Guaría

Los primeros pobladores de estas tierras, de los que se tiene noticia, fueron los cántabros vadinienses. Gónzalez Echegaray sitúa aquí el confín de la antigua Cantabria. Los castros donde vivían no estaban en los valles sino en los altos de las montañas.
Aunque sin límites precisos el río Porma podría serlo de los cántabros y astures. Las relaciones entre ambos pueblos fueron en general pacíficas. Los vacceos, habitantes de la actual Castilla, sufrían sus frecuentes saqueos de trigo. Pese a sus malas relaciones les ayudaron en el año 29 antes de Cristo en la sublevación de los vacceos contra los romanos.  Los cántabros eran conocidos por su extremado valor;  ellos y los astures fueron los últimos pueblos hispanos sometidos por el Imperio romano.
Los minerales de esta zona eran de interés para los romanos; hay indicios de sus explotaciones en el Valle de Riosol.
Cerca de Isoba, a mediados del siglo XIX, se descubrió una lápida con caracteres romanos en la que se alude al enterramiento de un militar de la familia de los Flavios.
Una de las vías romanas entre León y Asturias pasaba por esta localidad; desde Boñar seguiría el valle del Porma, pasaría por Puebla de Lillo y Cofiñal hasta coronar el puerto de San Isidro. Descendería desde allí, siguiendo el cauce del río San Isidro y el Aller, hasta Collanzo y seguiría a Ujo, donde conectaría con las rutas inmediatamente occidentales. Se aprecian restos del viejo camino al norte de Isoba, en la ladera opuesta a la actual carretera y en algunos puentes.
En la Edad Media, en tiempo de los reyes de León Alfonso III y Ordoño II, se repueblan las tierras leonesas, y en particular las de estas montañas, con mozárabes venidos del sur.
En el siglo X el dominio del Monasterio Real de Benedictinos de San  Benito de  Sahagún se extiende por toda esta zona. En el año 920 ya tiene propiedades aquí; en el 921 el abad Materno y sus monjes entregan al monasterio de Sahagún “villa nostra propia”  que llaman Barrellos en la parte occidental de Tronisco. Este monasterio, en Cofiñal,  pasa a depender del de Sahagún. En el 923 Ordoño II, rey de León,  les dona el busto de Tronisco, entre la villa de Barrellos, el río Porma y el término de Cofiñal. En el 930 Ramiro II el puerto de Pinzón.
Consolidan su dominio en torno a Cofiñal comprando zonas de pastos en Fonte Fascalia, próximos a Barrellos y Tronisco; en la Peña de San Justo, Namao,  y  otros, ampliando así su asentamiento en esta montaña.
Es significativo el desinterés de los benedictinos de Sahagún por el Pinar; querían pastos para alimentar sus ganados, especialmente sus rebaños de ovejas trashumantes. Raúl Orden, en su obra El Pinar de Lillo, explica esto y las razones por las que este Pinar de Villaoscura es propiedad de la villa de Puebla de Lillo pese a estar rodeado por terrenos de Cofiñal y  a considerable distancia de ella.
Hay constancia en 1009 del poblado Fuentefascasia (Val de las casas). La ampliación de la cabaña monástica, en especial lanar, en la segunda mitad del siglo X lleva a la trashumancia del ganado; de los pastos de estas montañas a los de las zonas bajas, Tierra de Campos, donde pasa el invierno.
El año 1126 el rey de León Alfonso VII confirma al monasterio de  Sahagún la "Decanía de Cofiñal. Hácela coto redondo y expresa sus límites y términos" La RAE define decania como finca o iglesia rural propiedad de un monasterio. Matías Díez y Olegario Rodríguez explican que en los documentos del monasterio de benedictinos de Sahagún  existe la donación del realengo de Cofiñal por el rey de León Alfonso IX a Don Nuño Froilaz  y su mujer el 9 de septiembre de 1217. En el año siguiente concede a los benedictinos de Sahagún la tercera parte de la villa de Cofiñal. En 1229 toma esta localidad bajo su guarda y encomienda. Alfonso X, rey de Castilla y de León,  que confirma esa donación. 
El proceso de emancipación de Cofiñal se inició con Felipe II, amparándose el pueblo en el Breve del papa Gregorio XIII de 1574. El 14 de julio de 1582 el concejo de Cofiñal designa un procurador para que compre los derechos jurisdiccionales al rey derechos jurisdiccionales que no eran del rey sino  del Monasterio de san Benito de Sahagún.

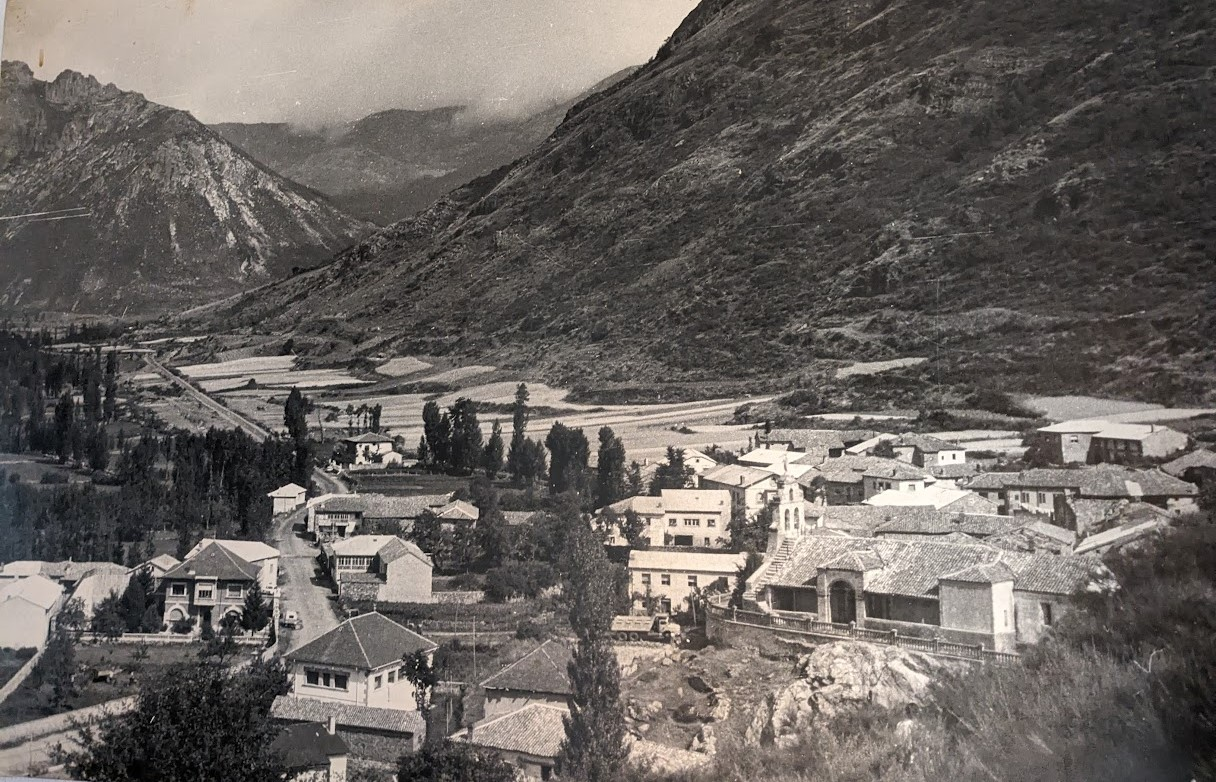
Vista del pueblo desde el camino al cementerio. Años 1970

El concejo  era la institución encargada del gobierno y administración local de los pueblos de esta montaña leonesa.
Interesante es conocer cómo el procurador de Cofiñal lió a los representantes reales, lió a la Hacienda Pública y lió a los monjes benedictinos de Sahagún que tenían que cobrar su señorío.
Posteriormente hubo diversos pleitos con ese monasterio.
El 19 de abril de 1730 se dio por libre el Concejo, Justicia y Regimiento de la Villa de Cofiñal. Así figura en la respuesta a la segunda pregunta del Catastro del Marqués de la Ensenada que responden que "el señorío y jurisdizión desta villa pertenece al comun della en fuerza de Venta Real". 
En el legajo de Cofiñal del Catastro de la Ensenada en el Archivo Histórico Provincial, folios 52 al 69 manuscritos y a lo largo de sus 36 páginas se halla el documento que  narra cómo esta villa consiguió su libertad.
Las Ordenanzas para el gobierno de la villa de Cofiñal  son de 1773. "Sin perjuicio de Nuestro Real Patrimonio y Regalía Real, aprobamos y confirmamos las Ordenanzas de la Villa de Cofiñal y que las Justicias y Regimiento de la Villa las guarden y hagan guardar". Madrid 7 de noviembre de 1773. Constan dichas ordenanzas de 80 artículos. Reflejan un alto nivel de fiscalización de todos los aspectos de la vida de la comunidad rural, tanto los de marcado carácter económico como los sociales e ideológicos. Son las únicas Ordenanzas de esta montaña que conservan actualmente junto con las de Pallide y Burón.
A lo largo de la primera mitad del siglo XIX se produjo la paulatina abolición de los señoríos jurisdiccionales; desde que se aprobó en las Cortes de Cádiz hasta su definitiva puesta en vigor el 26 de agosto de 1837.
Otro proceso notable fue la desamortización de Madoz. Derivado de ella en 1870 se sacó a pública subasta en las Casas Consistoriales de Madrid la finca «n.º 1826 del inventario: un monte llamado el Pinar, que en término de Lillo perteneció a sus propios, de 625 fanegas (14 556 áreas y 25 centiáreas); tiene 37 500 pies de pino y haya. Ha sido tasado en 194 500 reales con inclusión del valor de la madera». Se remató la subasta el 10-04-1870 y no hubo postor.

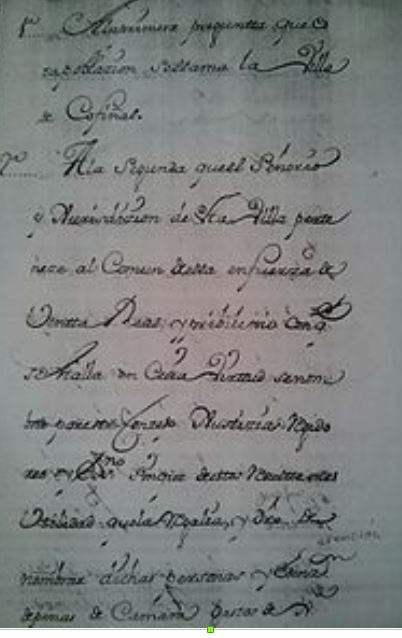
Marqués de la Ensenada. Villa de Cofiñal

Cofiñal según el Catastro del Marqués de la Ensenada
Fecha documento: 24 de abril de 1757 Juez subdelegado: Juan de Reyero Coronel.  Categoría: Villa. Casas: 87. Vecinos: 57.
Viudas: 17. Molinos harineros: 5. Pastores y labradores: 32. Mayorales: 2.
Madoz en su descripción sobre Cofiñal se refiere al tremendo incendio sufrido por la villa en 1842.

#### Guerra de la Independencia
El coronel Luis de Sosa dice en su correspondencia de guerra que tenía el cuartel general en la montaña leonesa y relata cómo huyó desde Puebla de Lillo, atravesando parte de la provincia de Palencia, hasta la de Zamora, esquivando así el territorio ocupado por los ejércitos franceses.
Madoz en su descripción sobre Cofiñal se refiere al tremendo incendio sufrido por la villa en 1842.

#### Primera guerra carlista
Miguel Gómez Damas  en su segundo intento por conquistar Asturias y llegar a Oviedo es derrotado por las tropas del general Espartero, mandadas por el brigadier Isidoro Alaix, en las cercanías del puerto de Tarna;
Los liberales persiguieron a los carlistas camino de Isoba y los alcanzaron en las Guarías, donde se celebró la batalla. En  Cofiñal  registraron con horcas las te
nadas de los carlistas.

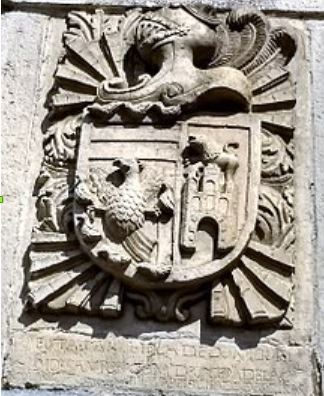
Escudo en casa solariega

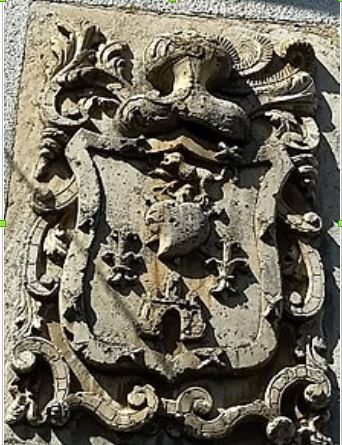
Escudo en vivienda

Pio Baroja  en los relatos que él calificó como memorias y reportajes bajo  el título: "Desde la última vuelta del camino"  cuenta en uno  de sus capítulos cómo realizó un viaje por España siguiendo la pista de la  "expedición del general Miguel Gómez Damas", que fue la más curiosa de las militares de la  primera guerra carlista. Hace el viaje a los cien años de la expedición, no a a caballo, como hizo el general al frente de su ejército, sino en coche. Este es su relato  del paso por esta localidad “Vamos a pasar por cerca del puerto de Tarna, marchando hacia Cofiñal. Las peñas de Mampodre están llenas de grandes manchones de nieve. Comienza a dominar la niebla y el cielo está encapotado. Las perspectivas del paisaje son tristes y melancólicas. De Cofiñal pasamos a Isoba. Se ve el puerto de Tarna cerca, con un casa a lo lejos, y al aproximarnos notamos que está deshabitada. Después seguimos a Cabañaquinta, que ya pertenece a Asturias, y comenzamos a bajar una cuesta larga y accidentada del puerto de San Isidro, por una carretera nueva todavía mal arreglada, llena de guijarros y de grandes pedruscos".

#### Alzamiento  carlista de 1869
Fracasada la rebelión carlista  en la provincia de León que él  lideraba, Pedro Balanzátegui comandó una marcha por la zona de Boñar donde se fueron sumando voluntarios a la causa.
Principios del siglo XX. Los indianos
Vecinos del pueblo emigraron a  América, en especial a Cuba, a comienzos del siglo XX. En la década de 1920 surge la Sociedad de Cofiñal en Cuba. Formada por personas originarias de este pueblo, además de ayuda mutua pretenden apoyar a su tierra natal. D. Vicente Bayón de Caso llegó a ser presidente del Centro Castellano
Guerra Civil

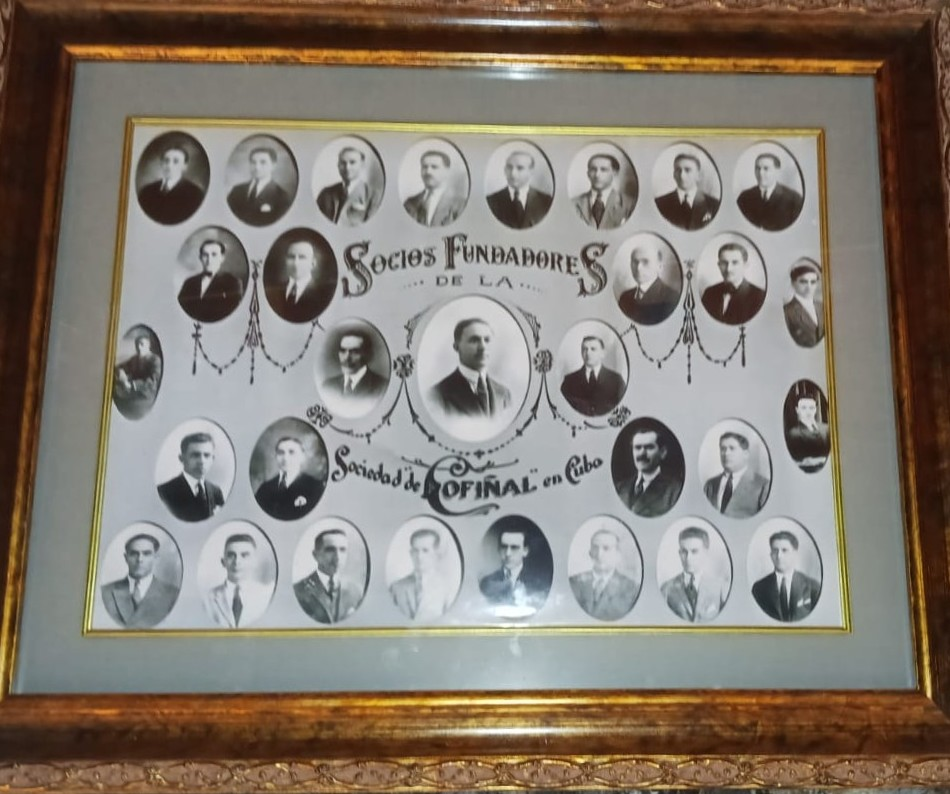
En Cuba

A los pocos días del alzamiento  militar un grupo de falangistas de Boñar toma la capital del municipio. El 1 de agosto el coronel Vicente Lafuente Baleztena, al mando de tres columnas, consolidó la línea Riaño-Lillo-Boñar-La Vecilla-Matallana-La Robla-La Magdalena. Las tropas sublevadas establecieron su cuartel en Puebla de Lillo, mientras que Maraña, Isoba y Cofiñal estaban en poder de los republicanos. Una de las tres líneas de fortificacíón para controlar el acceso a Asturias estaba en Cofiñal con las trincheras de Valerianes y el Viular. Un complejo de retaguardia había también en Valerianes. Los mayores del pueblo que habían vivido la guerra hablaban de que había habido un polvorín allí.
El 25 de abril de 1937 el ejército franquista ordena la evacuación de los vecinos de Cofiñal. En mayo de 1937 se produjeron los enfrentamientos más duros entre los dos bandos. El puente sobre el  río Porma fue volado para dificultar el avance de las tropas hacia Cofiñal y Asturias.
Según Francisco Fernández García la liquidación del Frente Norte supuso para el bando franquista la conquista de la industria necesaria para equilibrar su economía. Para la conquista de Asturias resultó clave el control de las cuencas mineras a través de los puertos de San Isidro y Tarna; el primero fue tomado el 1 de octubre de 1937 y el segundo el día 7, iniciándose así la conquista por las tropas franquistas que culmina el 21 de octubre con la toma de Gijón.
En los primeros días de octubre de 1937 Francisco Franco visitó el Pontón, Tarna, Cofiñal y Puebla de Lillo para felicitar a sus tropas.
Nadaderos
En 1871 el vecino de Cofiñal José Fernández García Menor compró al Estado unas fincas, posiblemente afectadas por la Ley de Desamortización de Madoz: un puerto llamado Nadaderos de 49 ha y 56 a. situado entre Tronisco, divisoria con Maraña, Fontasquesa, límite con Redipollos y El Faedín, y una pradera en la Cuesta de Cofiñal de 19 ha y 6 a.
El 4 de marzo de 1883 cedió 61 ha y 14 a. mediante venta a vecinos del pueblo con distintas participaciones (el resto se lo quedó él) por un importe de 1.437 pesetas “con la precisa condición que las fincas cedidas se han de poseer proindiviso entre los diferentes partícipes en el dominio, por manera que no se hayan de segregar para su aprovechamiento”
Es pues un bien privado de vecinos de Cofiñal que, si los hubiera, cobran los rendimientos anuales de las que llaman “suertes”, ahora ya muy repartidas tras sucesivas herencias

## Cultura

### Patrimonio

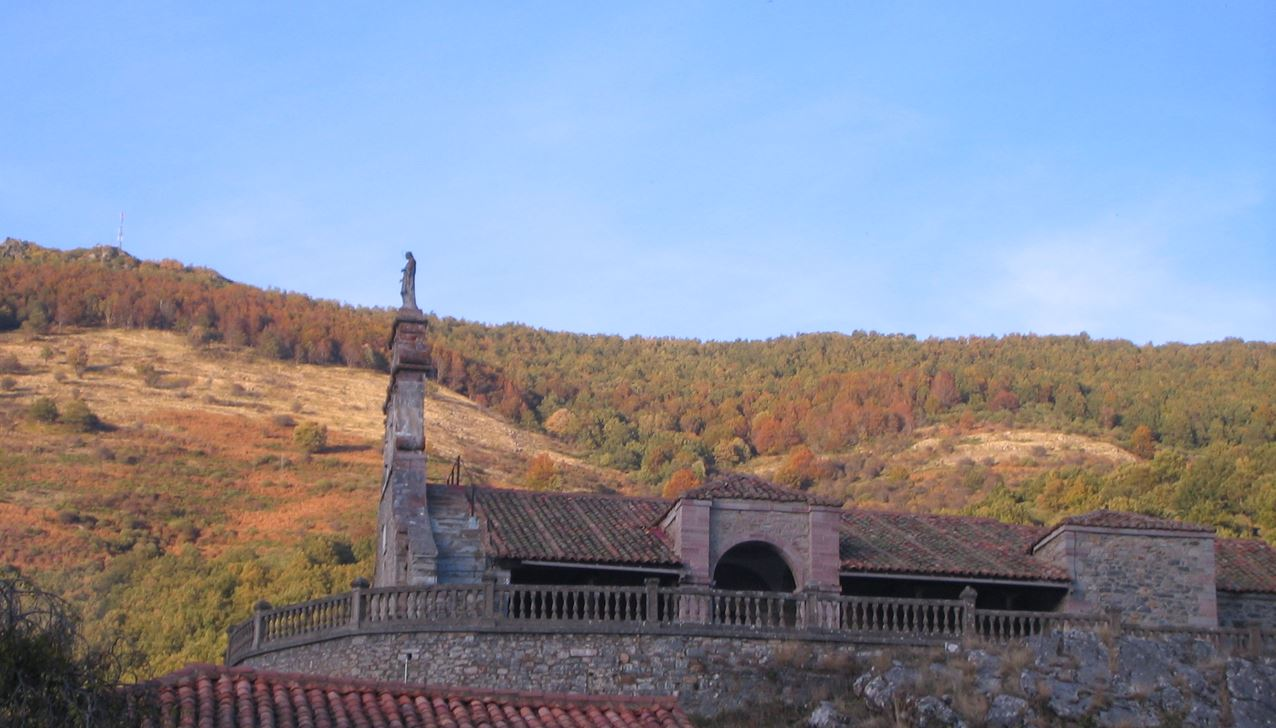
Iglesia parroquial
Del siglo XVIII. Consagrada a su patrón San Adriano, antiguo centurión romano convertido al cristianismo. Construida en sillarejo, con cornisa de cuarto de bocel en piedra; pórtico al sur. La puerta de entrada es un arco de medio punto cajeado, de 1753. Cabecera con bóveda de cañón apuntado. Capilla lateral derecha con cúpula.

### Patrimonio inmaterial

#### Concejo
El concejo abierto se asienta sobre tres pilares: la convivencia, como bien supremo; la libertad, como régimen democrático de autogobierno; y el colectivismo en lo laboral. Las mujeres no tenían acceso antiguamente a las reuniones del concejo.
Hay que ser conscientes de "la importancia que tuvo para las comunidades rurales leonesas el desarrollo y conservación de un sistema de gobierno y de gestión local dominado por la presencia participativa de la comunidad en las asambleas concejiles, desde las que se autogobernaban y de donde emanaban las normas fundamentales en su desarrollo y funcionamiento".
Se convoca mediante un toque especial de la campana mayor de la iglesia parroquial den San Adriano.
Las reuniones antiguamente se hacían en la "portalina" de la iglesia los domingos. Su asistencia era obligatoria, con multa para el que no acudiera.

#### Ordenanzas concejiles
Regulaban todos los aspectos de la vida de la localidad y de sus habitantes.

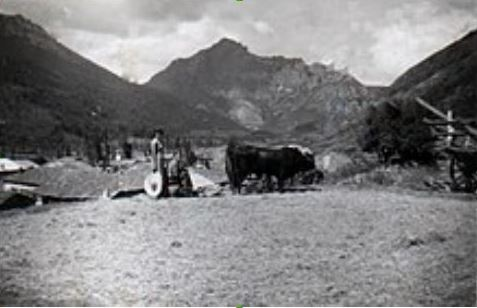
En la era

De esta montaña leonesa  del Alto Porma tan solo se conservan las de Cofiñal de 1773 que constan de 80 artículos  y las de  Pallide.

#### El pendón.
Son los pendones del antiguo Reino de León. Representan a la localidad en fiestas y romerías. Su origen en la Edad Media está ligado a la Reconquista y dada la organización de los ejércitos cristianos.
Son elementos señeros de la identidad leonesa. "Son, afirma A. Barreñada, un elemento de identidad de los pueblos y las tierras de León, que mantienen viva en su tradición la historia no escrita de las comunidades campesinas, diferenciándose de otros símbolos, enseñas, etc. en virtud de un especial carácter totémico afirmado en los valores sociales y culturales de la institución concejil leonesa. Los pendones de nuestros pueblos son uno de los elementos más característicos de la cultura leonesa y posiblemente una de las señas de identidad que de forma más emotiva y directa establece el sentimiento de unidad como pueblo.”
Constan de una gran vara o mástil acanalado, de madera, proporcionado en tamaño al pendón que ha de llevar. Además de una tela de seda o damasco que identifica al pendón del pueblo en cuestión. Dicha tela suele estar dividida en franjas horizontales (hasta 10) que combinan varios colores, siendo los más habituales el rojo y el verde. El color blanco y el azul está más vinculado a lo religioso.
En 1980 y con motivo del 50 aniversario de la coronación de la Virgen del Camino como Patrona de la Región Leonesa, la Institución "Fray Bernardino de Sahagún", de la Excma. Diputación de León, llevó a cabo una amplia campaña en favor de los Pendones.
La Asociación Cultural "Pendones del Reino de León" desde finales del 2004 lleva a cabo una extraordinaria labor de investigación, divulgación, promoción y eventos.

#### Toques de campanas
Las dos campanas de la espadaña de la iglesia parroquial han servido de comunicación a los vecinos de Cofiñal; cuando los pobladores no disponían ni de relojes era la vía de comunicación.
Las campanas han marcado el ritmo de la vida de los pueblos, Además de convocar a los actos religiosos, distinguiendo sus toques los días festivos (volteo). domingos y laborables; su silencio en Viernes Santo y sus toques a Gloria el Sábado Santo. Repican durante las procesiones.
Las campanas dan la triste noticia del fallecimiento de vecinos, los acompañan en su despedida, "lloran por ellos". Si eran menores tocaban "a gloria".  Suenan en los bautizos y en las bodas. Convocan de urgencia, toque de "a rebato", ante una desgracia o catástrofe que requiere la ayuda y participación de la vecindad; lo más frecuente era fuego en montes e incendios de viviendas. Llaman a hacendera, veceras y concejo. Llaman a misa, distinguiendo los días de fiesta,  y a rosario.   Avisaban de la hora del Ángelus. Ahuyentan la tormenta (tente nube).
Cuenta la leyenda que el rey Felipe II trajo a España a un grupo de holandeses expertos en la fundición de campanas para que llevaran los ecos del cristianismo hasta el último rincón de la Península.
En cada pueblo había un campanero que con arte hacía tañer las campanas según su propósito. Tenía un joven aprendiz
La Unesco declaró em noviembre de 2022 el toque manual de campanas como Patrimonio Cultural Inmaterial de la Humanidad.
"Las campanas constituyen el más antiguo instrumento musical comunitario; cualquier modificación, electrificación, refundición o silencio nos priva de la música más emotiva, de aquella que nos fue legada por nuestros antepasados, y que debemos transmitir, conservando y mejorando su belleza, a las futuras generaciones” (I Congreso Internacional de Campaneros de Europa. Segorbe. Castellón, 1991).

#### El hilandorio
Era  una reunión espontánea, vecinal, lúdica, preferentemente invernal y nocturna; se realizaba después de  alimentar y ordeñar al ganado, cenada la familia y acostados los niños, en casa de algún vecino, sentados en los escaños, alrededor de la lumbre, ahorrando así leña el resto de familias.
Procede del leonés filare, hilar. Es conocido también como filorio, filanderu, filandar, fiandón, hilorio, hilandón, hilandar, hila o jila.  Según las comarcas tiene un nombre. En Valporquero filanderos, filorio; en Tierra de la Reina hila; en  Sahagún hilorio, filandón, hilandón; en Valencia de Don Juan hilorio; en La Bañeza filadero; en La Maragatería y Órbigo filandón, etc. Hilandorio no lo recoge el diccionario de la RAE, sí filandón.
Es muy propio de toda la Región Leonesa.
Las mujeres hilaban la lana de las ovejas  y los hombres hacían pequeños trabajos manuales. Se contaban mientras  historias, algunas reales otras inventadas, algunas de la vida cotidiana otras de leyendas; los pastores contaban historias de lobos. Se narraban, cuentos, adivinanzas, “cosillas”,; se cantaban rimas, sobre todo si alguien tocaba algún instrumento musical, se contaban chistes, cotilleos. Podía derivar en baile abierto.
En esas reuniones se encuentra el origen de la tradición literaria leonesa. La cultura oral pasaba de abuelos a hijos y nietos;
cumplían  una importante labor de socialización y de trasvase generacional de la cultura.
Estas reuniones han sido declaradas Bien de Interés Cultural por las Cortes Autonómicas el 8 de junio del 2010 y a la vez pedían su inclusión dentro del Patrimonio Cultural Inmaterial de la Unesco.
Ha sido elegido  en segunda posición como uno de los 10 Tesoros del Patrimonio Cultural Inmaterial de España, en una campaña impulsada en internet por el Bureau Internacional de Capitales Culturales.
El hilandorio, comenzó a desaparecer con el inicio de la radio para escuchar las noticias de la noche, "El parte", (reminiscencias de la guerra civil, cuando era obligatorio para todas las emisoras la conexión con Radio Nacional); esto  separaba a los hombres, mientras las mujeres seguían con la hila al pie de la lumbre.
La televisión finalizó con estas tradiciones sociales de los pueblos. El berciano Chema Sarmiento hizo en 1984  El Filandón, un film mítico.
Actualmente se está poniendo en valor esta costumbre, adaptándola a los nuevos tiempos, formas de comunicación, gustos y cultura.

#### Vecera
Conjunto de animales de una misma especie que se llevaban a pastos comunales bajo el cuidado de un vecino; se hacía de forma rotatoria las veces  y días que toquen según el número de animales de los que fuera propietario.
Solía ser de cabras y ovejas.

#### Hacendera
Es una institución concejil que obliga a todos sus miembros de pleno derecho. Se basa en la solidaridad vecinal en beneficio del común.
El presidente del pueblo indicaba a cada vecino las herramientas que debía aportar, (pico, pala, tronzador, carro, animales, etc.) y coordinaba los trabajos; aportaba un pellejo de vino tinto para acompañar a las comidas de los vecinos. No acudir implicaba pagar una multa
Los trabajos más frecuentes eran arreglar los caminos, la traída del agua potable, limpiar ríos, arroyos, y zanjas de riego; en invierno era fundamental quitar la nieve, espalar, de las principales calles y dejar expedita la carretera entre los pueblos. También la construcción-reparación de la casa del maestro y de la maestra, del  cura, del nuevo cementerio, con el traslado de huesos del antiguo al nuevo.

#### Juego de Bolos

Cartel de torneo de bolos en 2011

Bolos leoneses es un juego individual, por parejas o que también puede disputarse en equipos de cuatro componentes. El juego se compone de nueve bolos de forma troncocónica de 550 mm de largo, 100 mm de diámetro en la base y 40 mm en su parte alta. Además también hay un bolo que se llama miche de 300 mm de alto, 70 mm de diámetro en la base y 30 mm en su cabeza. Las bolas no son esféricas, están partidas por en medio, semiesféricas, fabricadas de madera dura. Se lanza la media bola de madera desde un cuadrado con el objetivo de que  pase entre el miche y el cincón sin que llegue a tocar la línea complementaria.
Para que una bola sea considerada como válida debe de atravesar el castro o tirar algún bolo.
Sólo se practica ya en Cofiñal en verano. Pocos conocen su reglamento y menos aún echan una partida alguna vez. Las instituciones locales, provinciales y autonómicas centran su apoyo en la lucha leonesa. La Federación de Deportes Autóctonos de Castilla y León organiza campeonatos para que esta práctica deportiva no desaparezca.
En 1905 la bolera estaba en la Picota, afirma en carta desde Weehawken, USA, Gregorio García, emigrado a Cuba y allí se celebraban también los bailes.

#### Juego de la Hita
Este juego es muy poco conocido en España por este nombre, se suele llamar de la chita, tángana, tanga y  otros. Consiste en "arrojar tejos o discos de hierro contra un pequeño cilindro de madera, llamado tango, tanga o tángana, sobre el que se han colocado las monedas apostadas por los jugadores. El jugador que logra derribar la tángana (hita, chito), se lleva todas las monedas que han quedado más cerca del tejo que de la tángana. Los siguientes arrojan su tejo y ganan las monedas que se hallen más cerca de él que de la tángana" Se jugaba mucho los días de Semana Santa. Ahora está en el programa de las fiestas patronales.

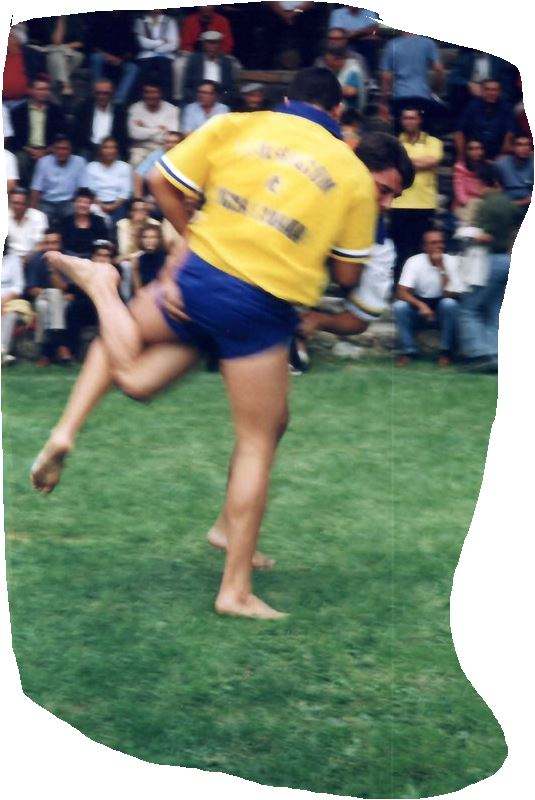
Corro de aluche

#### Lucha leonesa
Denominada  popularmente como aluche, la Real Academia Española define la lucha leonesa diciendo que es una "pelea entre dos en que, agarrando cada uno al contrario con ambas manos de su cinturón de cuero, procura dar con él  en tierra, conforme a determinadas reglas. Es diversión popular."
Las mañas son las estrategias de los combatientes para derribar al contrario y llevarlo al suelo. consiguiendo una o media caída.
Los luchadores deben vestir un pantalón corto y una camiseta corta. No pueden usar calzado y se obliga a luchar sin calcetines. Característicamente, llevan un cinturón de cuero de 2 cm de ancho. Este cinturón se coloca en la cintura rodeándola toda, por encima de la cadera, de modo que pueda ser fácilmente agarrado por el adversario.
Hay 6 categorías (benjamines, alevines, infantiles, cadetes, juveniles y sénior).
Cada una de estas categorías tiene tres pesos: (ligeros, medios y pesados) a excepción de la categoría de sénior que tiene (ligeros, medios, semipesados y pesados)
La categoría femenina es a partir de cadetes y tiene tres pesos: ligeros, medios y pesados.
Siempre ha habido luchadores famosos del municipio. Se fomentaba la rivalidad entre "la montaña" y "la ribera".

#### Oficio de tinieblas. Matracas. Carracas
Los evangelistas narran la muerte de Jesús en la cruz. San Lucas, el más explícito dice: ”era ya como la hora sexta (11h) y las tinieblas cubrieron toda la tierra hasta la hora de nona (15h). oscurecióse el sol .."
En los oficios  del Viernes Santo,  no hay misa, leído el anterior pasaje del evangelio se hace la oscuridad y durante largo rato suenan las matracas y las carracas; es una especial forma de orar. Entre las 11 de la mañana y las tres de la tarde de sábado santo  se hacían sonar las matracas  para convocar a los fieles a los actos religiosos; la Iglesia prohibía los sonidos metálicos por  ello el de las carracas acompañaba la procesión.
La tinieblas finalizan con la Resurrección; por ello en la misa de Sábado Santo  irrumpen con fuerza y alegres sonidos el toque de las dos campanas "a volteo" en la espadaña de la iglesia.

### Fiestas
La fiesta  se celebran el 8 de septiembre,   el día de "El Patrón,  festividad   en el santoral católico del titular de la parroquia;  Las principales actividades son la misa solemne con procesión por las calles del pueblo y La  Machorra. 
Cuando el pueblo arrendaba los puertos de pasto a los dueños de los rebaños de ovejas merinas, el contrato incluía, además del pago en efectivo, la entrega de las machorras (ovejas que no se han quedado preñadas en el último año) para esta celebración; ahora las juntas vecinales compran los corderos. Todos los vecinos están invitados. Es una comida campestre, preparada y servida por los vecinos del pueblo;  de convivencia y lúdica, con música y baile durante la tarde.
Antes tienen lugar las fiestas de "Las Ánimas" el primer lunes de septiembre, que fueron antaño conocidas como unas de las mejores. Por ser las últimas de la montaña el domingo previo había una importante feria de gochos y madreñas;  se compraban los cochinos por vecinos de los pueblos de la zona  para criarlos en casa durante un año y hacer la matanza familiar. Famosas eran las avellaneras asturianas con la venta de sus frutos.

### Trashumancia

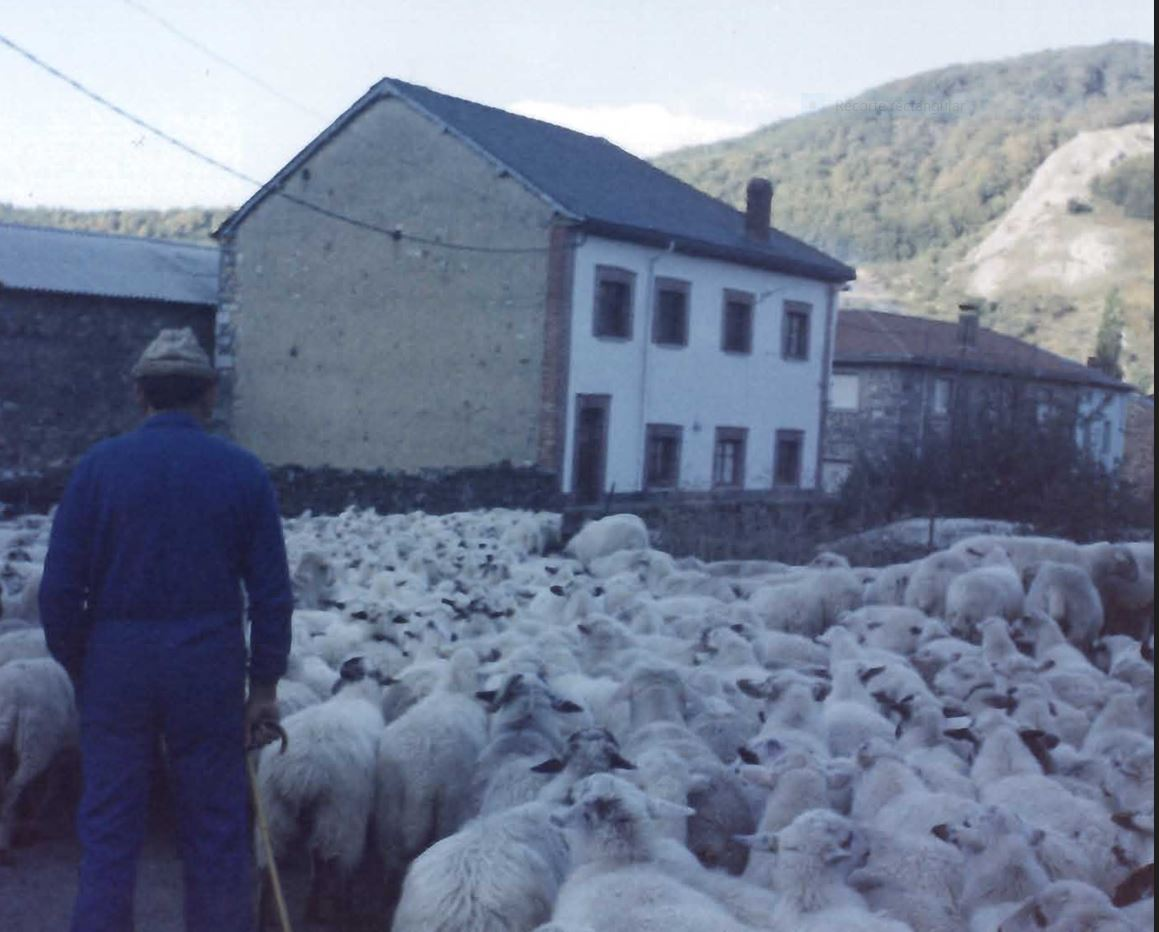
El rebaño inicia la vuelta a Extremadura para pasar el invierno

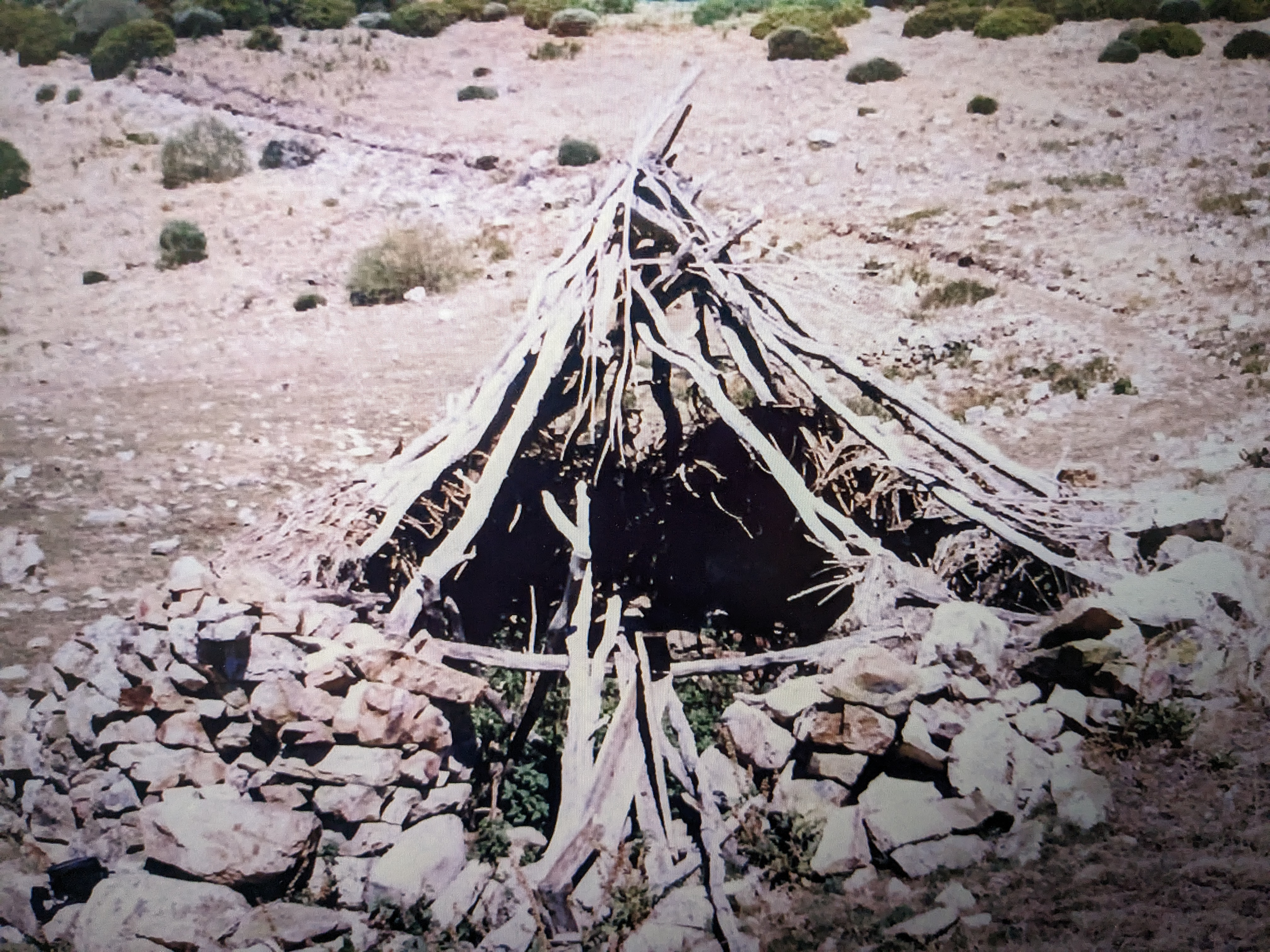
Restos del chozo en Tronisco

En el Catastro del Marqués de la Ensenada y en el Diccionario de Madoz se habla de los puertos de estos pueblos, de su arrendamiento y de sus emolumentos. Los rebaños de ovejas merinas pasan el verano en estas montañas desde finales de junio, y a finales de octubre van a las dehesas del suroeste de España. Así se hizo hasta finales del siglo XX. Desde las dehesas de Cáceres,  zona de Coria, próximo el verano inician la ruta a esta zona, normalmente a través de la Cañada Soriana Occidental, Cañada de La Vizcaína, Cordel Benavente-León, Cañada de Boñar, Vereda al Puerto San Isidro. A partir de los años sesenta los rebaños son traídos en tren hasta El Burgo Ranero primero y después de 1985 hasta Villamanín, siendo el retorno a este último a veces complicado por la presencia ya de la nieve en los caminos por Tolibia (Valdelugueros) y Valdeteja; algunos llegan en camiones. Hay constancia de rebaños de merinas, de quinientas a setecientas,  en los siguientes puertos de Cofiñal: Fontasquesa (hasta principios del 2000), Tronisco, El Borugo, puertos que eran del común de los vecinos, y en Nadaderos privativo de sus propietarios.
Al principio del Valle Pinzón( subida al  Puerto de Las Señales) estaba el corral para guardar por la noche las ovejas churras del pueblo y el chozo para los pastores de la vecera. Ahora se encuentra un  corral y chozo reconstruido como el usado por pastores trashumantes.

### Leyendas
La Celadilla
En el siglo VIII el árabe Tejón conquista con sus tropas esta zona; construye en un extraordinario paraje su castillo, Castil-Tejón. Asoló estas tierras, pues no hubo crimen que no cometiera. Sus gentes se sublevaron a veces, siendo derrotadas siempre, por lo que cambian de actitud con él esperando astutamente el momento oportuno. Pagan sus impuestos, le agasajan, se ganan su confianza; sale de su castillo, se relaciona con la gente, rebaja su escolta al adquirir confianza y sentirse tranquilo. Un día acepta la invitación de una boda y va sólo con su escudero; un grupo de montañeses está esperándole agazapados en un recodo del camino; el rebote de una piedra le pone en alerta y dice: "cela mi caballo que hay traición". No pudo decir más pues una piedra le rompió la cabeza. Por la celada que al moro le tendieron ese lugar paso a llamarse La Celadilla.
Polma y Curienno
Basada en El león de España, 1586, de Pedro de la Vecilla Castellanos. Polma, doncella astur, y Curienno, joven celta, se amaban; el cónsul romano Canioseco se enamora de ella y se casa con ella; Curienno la libera la noche de la boda y huyen a las altas montañas de Cofiñal; perseguidos por los romanos, cuando iban a ser atrapados, da muerte a su amada evitando así su captura y huye siendo asesinado en las montañas del otro valle, Vegarada. Las jadas convierten sus charcos de sangre en fuentes del río Porma y Curueño que terminan abrazándose en Ambasaguas.